# Nationaal-Syndicalistische Beweging

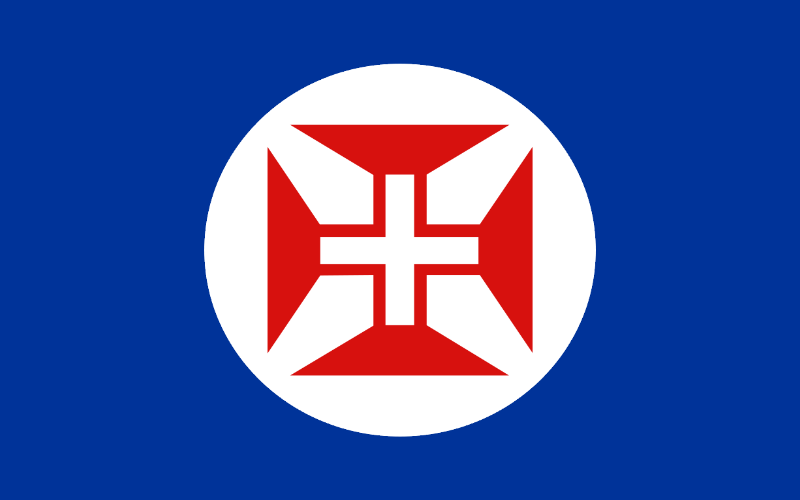
Vlag van de Nationaal-Syndicalistische Beweging

De Nationaal-Syndicalistische Beweging (Portugees: Movimento Nacional-Sindicalista) was een Portugese politieke partij. De beweging was voortgekomen uit de in 1926 opgerichte Beweging van de 26ste mei. De '26ste mei' bestond uit een groep verdedigers van de Nationale Revolutie van 1926. In 1932 werd deze beweging omgevormd tot de Nationaal Syndicalistische Beweging (MNS). De MNS had vanaf het begin af aan een sterke fascistische vleugel onder leiding van de populaire Rolão Preto, Chefe (Leider) van de nationaal-syndicalisten. Het fascisme van de NSM was vooral gericht op de Italiaanse variant van Mussolini en de Spaanse van José Antonio Primo de Rivera en Ramiro Ledesma Ramos. Spoedig begon de MNS qua ledental een bedreiging te vormen voor de corporatistische, door de regering gesteunde, Nationale Unie.
Vanaf 1933 voerde de MNS een duidelijk linkse koers en ging zij een bondgenootschap aan met de linkse socialisten en de communisten om het corporatistische regime van dr. Antonio de Oliveiro Salazar omver te werpen en een radicaal regime te vestigen. In juli 1934 pleegden de national-syndicalisten en radicale socialisten een mislukte staatsgreep om het regime omver te werpen. De radicaal-fascistische vleugel van de MNS werd daarna buiten de wet gesteld. Preto en zijn aanhangers gingen daarop naar Spanje. De niet-fascistische vleugel van de nationaal-syndicalisten - geleid door graaf Alberto Monsaraz, de secretaris-generaal van de MNS - mocht nog tot eind 1935 bestaan, maar werd daarna verboden.